# Alvare de Cordoue (dominicain)
Pour les articles homonymes, voir Alvare de Cordoue.
Alvare de Cordoue, né à Zamora, Castille-et-León vers 1350 - mort au sanctuaire Saint Dominique Scala Coeli près de Cordoue en 1430, est un frère dominicain espagnol. Il est vénéré comme bienheureux par l'Église catholique et fêté le 19 février.

## Parcours
Entré dans l'Ordre dominicain en 1368, il est un prêcheur reconnu et confesseur royal. Il fonde à Cordoue le couvent Scala Coeli  et diffuse le Chemin de croix (Via Crucis). Il s'oppose à l'antipape Benoît XII. Il est béatifié par Benoît XIV en 1741. Il est commémoré le 19 février selon le Martyrologe romain.